# العنف خلال فترة المواعدة
تعرف المعاملة السيئة أو العنف خلال فترة المواعدة كانتهاك أو تهديد باستخدام العنف من قبل فرد واحد على الأقل من شخصين غير متزوجين على الشخص الآخر ضمن سياق المواعدة أو الغزل. كما يستخدم المصطلح عندما يحاول أحد الأطراف التحكم وفرض سيطرته على الآخر من خلال الإساءة أو العنف.
يمكن أن يتخذ هذا الاعتداء أو العنف عدة أشكال: الاعتداء الجنسي أو التحرش الجنسي أو التهديدات أو العنف الجسدي أو الإساءة اللفظية أو الفكرية أو العاطفية أو تخريب العلاقات الاجتماعية أو المطاردة. ويمكن أن يشمل الإساءة النفسية أو الابتزاز العاطفي أو الاعتداء الجنسي أو الاعتداء الجسدي أو التلاعب النفسي.
يحدث العنف خلال فترة المواعدة ضمن جميع الأنواع العرقية والفترات العمرية والمستويات الاقتصادية والاجتماعية. يصف مركز التوعية بالعنف في العلاقات العنف خلال فترة المواعدة بأنه: «نمط سلوكي مسيء يُستخدم للحفاظ على السلطة والتحكم في الشريك السابق أو الحالي».

## أمثلة عن الشخص المسيء والضحية
يمكن لأي فرد أن يجد نفسه في علاقة مُسيئة له. يمكن أن يحدث العنف بغض النظر عن عمر الطرفين أو عرقهما أو دخلهما أو السمات الأخرى. وتوجد العديد من السمات المشتركة بين المعتدون والضحايا.
يصف مركز (تعزيز بدائل العنف) مرتكبي أفعال العنف بأنهم أشخاص يشعرون بالغيرة المفرطة وحب التملّك، وأنهم يعانون من تقلبات مزاجية أو لديهم تاريخ من العنف، ويسعون إلى عزل شريكهم وإبعاده عن العائلة والأصدقاء والزملاء، ويميلون إلى إلقاء اللوم على الضغوط الخارجية.
ويتشارك في الوقت نفسه ضحايا العنف وإساءة المعاملة في العديد من السمات مثل: علامات جسدية تدل على الإصابة أو هدر الكثير من وقت العمل أو المدرسة أو انخفاض الأداء في العمل أو الدراسة أو تغيرات في المزاج أو الصفات الشخصية أو زيادة استخدام العقاقير الطبية أو الكحول وزيادة العزلة عن الأصدقاء والعائلة. قد يلوم الضحايا أنفسهم على أي عنف أو إساءة قد تحدث لهم أو قد يقللون من خطورة هذه الجريمة. غالبًا ما يؤدي ذلك إلى بقاء الضحايا في العلاقات المسيئة لهم.
قال شتراوس في عام 2005: في حين ينفذ الرجال النسبة الأكبر من العنف المنزلي، يجب على الباحثين والمجتمع ككل ألا يهملوا النسبة القليلة من العنف الذي تنفذه النساء. ويشير شتراوس أيضًا إلى أنه حتى أعمال العدوان الجسدي البسيطة نسبيًا من قبل النساء تشكل مصدر قلق بالغ:
«تعتبر الاعتداءات البسيطة التي ترتكبها النساء مشكلة كبيرة حتى عندما لا تسبب إصابة لأنها تعرض النساء لخطر الانتقام بقوة أكبر من جانب الرجال. ويقول البعض أنه من أجل تجنب حالات ضرب الزوجة من الضروري أن تمتنع النساء أيضًا عمّا يعتبره الكثيرون نوعًا غير مؤذٍ من الصفع أو الركل أو رمي الأشياء على الشريك الذكر الذي سيلجأ إلى سلوك سيء ولن يستمع إلى لغة العقل».
علقت ديبورا كابالدي على دراسة استمرت 13 عامًا وجدت أنَّ عدوان المرأة على الرجل كان بنفس القدر من الأهمية لميل الرجل نحو العنف بالنسبة للتنبؤ بنسب العنف بشكل عام: «بما أن الكثير من العنف العائلي متبادل من النساء والرجال على حدّ سواء، يجب أن تسعى طرق الوقاية والعلاج للحد من عنف النساء وعنف الرجال، وتزيد هذه الطرق من نسب تحقيق الأمان بالنسبة للنساء». ومع ذلك ركزت كابالدي في بحثها فقط على المراهقين المعرضين للخطر وليس على المرأة بشكل عام، وبالتالي قد لا تنطبق دراستها على جميع السكان.

## الأنواع

### العنف العاطفي
- يكون الطرفين خائفين من الشريك.
- يكونون خائفين من جعل الشريك غاضبًا وغير قادرين حتى على رفض طلباته.
- سبب الشريك الإحراج والإهانة بشكل علني لهم.

### العنف النفسي
- يهدد الشريك باستخدام العنف ضدهم أو ضد نفسه. (على سبيل المثال: «إذا تركتني فسوف أقتل نفسي»).

### العنف الجنسي
- يجبر أحد الشريكين الآخر على ممارسة الجنس معه.
- يخاف أحد الطرفين رفض طلب الشريك لممارسة الجنس معهم.
- عدم احترام أحد الشريكين للآخر، ولا يهتم إلا بإشباع حاجته الجنسية الخاصة.
- لا يهتم أحد الشريكين بعواقب الفعل الجنسي أو بشعور شريكه حيال ذلك.

### العنف الجسدي
- تعرض أحد الطرفين لبعض الاعتداءات الجسدية من قبل شريكهم.
- تشمل بعض أفعال الشريك مثل التثبيت أو الدفع أو اللكم أو الركل أو رمي بعض الأشياء على الطرف الآخر.

### السيطرة على السلوك
- يحاول أحد الأطراف منع الآخر من رؤية الأصدقاء.
- منعهم من الاتصال بعائلتهم بحرية.
- يكونون مجبرين على الاختيار بين الشريك وبين عائلتهم وأصدقائهم.
- يصرُّ الشريك على معرفة مكان وجودهم في جميع الأوقات ويطالبهم بتبرير كل ما يفعلونه.
- غضب الشريك إذا تحدث شريكه مع شخص آخر عن نوع الجنس المفضل لديه.
- يتوقع الشريك أن يطلب شريكه الإذن قبل إجراء الرعاية الصحية لنفسه.
- يحدد الشريك ثياب شريكه وكيف يظه في الأماك